# 鄭紹武
郑绍武，字子纬，廣東歸善縣人。明朝政治人物。

## 生平
万历二十八年（1600年）举人，为福建安溪县知县，调广西临桂县知县。谢病归，筑猗园。卒年八十三。

## 著作
工诗，有《清溪撮要》《猗园续录》等著作。